# Angolo Terme
Angolo Terme (lombardul: Àngol) település Olaszországban, Lombardia régióban, Brescia megyében. Lakosainak száma 2302 fő (2023. január 1.). Angolo Terme Azzone, Borno, Castione della Presolana, Colere, Darfo Boario Terme, Piancogno és Rogno községekkel határos.

## Népesség
A település népességének változása:
| Lakosok száma | 2406 | 2386 | 2302 |
|               | 2017 | 2018 | 2023 |